# Sân bay Koulamoutou
Sân bay Koulamoutou (IATA: KOU, ICAO: FOGK) là một sân bay ở Koulamoutou, tỉnh Ogooué-Lolo, Gabon.

## Hãng hàng không và điểm đến
| Hãng hàng không               | Các điểm đến |
| ----------------------------- | ------------ |
| Nationale Regionale Transport | Libreville   |